# Каньотейро
Жозе́ Рибамар де Оливейра (порт.-браз. José Ribamar de Oliveira; 24 сентября 1932, Коруата — 16 августа 1974, Сан-Паулу), более известный под именем Каньотейро (порт.-браз. Canhoteiro) — бразильский футболист, левый полузащитник и нападающий.

## Карьера
Каньотейро родился в городе Коруата. Там его отец Сесилио держал палатку, в которой продавал рабочим кукурузную кашу и тапиоку. Там же прошло детство Жозе Рибамара, который, вопреки желанию отца, не особо утруждал себя обучением и чтением книг. Сесилио очень боялся, что он проведёт свою жизнь так же, как он сам, продавая кашу. Позже он начал играть в футбол, выступая за молодёжную команду «Мото Клуб да Сан-Луис». Тогда же он получил свою первую работу: благодаря дружбе с рыночными торговцами, он, будучи ещё совсем юным человеком, начал работать водителем грузовика для поездок на короткие расстояния. Затем он играл за любительский клуб «Пайсанду де Сан-Луис».
Я никогда не видел дриблёра, равного Жозе Рибамару де Оливейре.
В начале 1949 года президент клуба «Америка» из города Форталеза, Ливио Коррея Амаро, сумел убедить Сесилио, чтобы его сын перешёл в эту команду профессионально заниматься футболом. Он сразу стал выделяться своей игрой и даже выступал за сборную штата Сеара. В апреле 1954 года Каньотейро перешёл в «Сан-Паулу», заплативший за трансфер нападающего 100 тысяч крузейро. Он дебютировал в составе команды 8 апреля в матче с «Коринтиансом», где 14 раз обыграл защитника клуба, Идарио. В клубе Каньотейро вытеснил из состава Тейшеринью. 18 апреля он уже забил первый гол за клуб, поразив ворота «Линенсе». В следующем году нападающий помог команде выиграть Малый Кубок мира, а два года спустя — одержать победу в чемпионате штата Сан-Паулу. В 1960 году нападающий был частью сборной Сан-Паулу, которая играла первую игру новопостроенного стадиона Морумби с клубом «Насьональ» из Монтевидео; сборная обыграла уругвайскую команду со счётом 3:0, а один из голов забил Каньотейро. В том же году футболист получил очень тяжёлую травму колена, которую ему нанёс игрок «Коринтианса» Омеро Оппи. Нападающий восстановился от травмы, но былой уровень показывать уже не мог. Всего за «Сан-Паулу» он провёл 402 матча (224 победы, 89 ничьих и 89 поражений) и забил 104 гола, по другим данным 413 игр (228 побед, 95 ничьих и 90 поражений), из них 338 матчей в стартовом составе, и 105 голов, по третьим данным он провёл в команде 415 матчей и забил 102 или 103 гола. В 1963 году Каньотейро уехал в Мексику, в клуб «Насьональ». Там он играл до 1965 года, а затем провёл два сезона в «Толуке», где забил 7 голов. Затем игрок вернулся в Бразилию, подписав контракт с клубом «Насьонал». Позже он играл за «Саад» и «Арарас».
В составе сборной Бразилии Каньотейро дебютировал 17 ноября 1955 года в матче Кубка Освалдо Круза c Парагваем, где сразу отметился забитым мячом; а встреча завершилась со счётом 3:3. В результате кубок достался Бразилии, выигравшей первую встречу. Годом позже нападающий поехал на чемпионат Южной Америки, где провёл 4 из пяти встреч. В 1958 году Каньотейро был кандидатом на поездку на чемпионат мира, но игрок, до этого бывший твёрдым игроком основного состава команды, даже не был включён в заявку. Его место занял Марио Загалло. Причиной называли его близкую дружбу с Ньютоном де Сорди, которая, якобы, разлагала бы микроклимат в команде. По другой причине, отказ от услуг Каньотейро был мотивирован его большой любовью к ночной и богемной жизни, из-за чего форвард плохо соблюдал спортивный режим,а также боязнью перелётов, что могло сильно повлиять на форму игрока, готовящегося к выступлению на турнире, проводящемуся на другом континенте. После этого форвард провёл ещё три матча за сборную. Всего он сыграл в футболке национальной команды 18 матчей и забил 1 гол.
После завершения карьеры футболиста Каньотейро долго не мог найти себя в жизни. Он начал употреблять наркотики и алкоголь. Благодаря друзьям он смог устроиться в Госбанк Сан-Паулу, где работал в местной кофейне. 13 августа 1974 года он, поев фейжоаду и запив её кайпириньей и пивом, начал жаловаться на сильную головную боль. Прежде чем пойти на работу в кофейню, Каньотейро отправился к своему другу, где упал в обморок. Его забрали в больницу, диагностировав инсульт. Три дня спустя он скончался.

## Международная статистика
| Матчи Каньотейро за сборную Бразилии | Матчи Каньотейро за сборную Бразилии | Матчи Каньотейро за сборную Бразилии | Матчи Каньотейро за сборную Бразилии | Матчи Каньотейро за сборную Бразилии | Матчи Каньотейро за сборную Бразилии | Матчи Каньотейро за сборную Бразилии |
| ------------------------------------ | ------------------------------------ | ------------------------------------ | ------------------------------------ | ------------------------------------ | ------------------------------------ | ------------------------------------ |
| №                                    | Дата                                 | Место проведения                     | Оппонент                             | Счёт                                 | Голы                                 | Турнир                               |
| 1                                    | 17 ноября 1955                       | Сан-Паулу                            | Парагвай                             | 3:3                                  | 1                                    | Кубок Освалдо Круза                  |
| 2                                    | 24 января 1956                       | Монтевидео                           | Чили                                 | 1:4                                  | —                                    | Чемпионат Южной Америки              |
| 3                                    | 1 февраля 1956                       | Монтевидео                           | Перу                                 | 2:1                                  | —                                    | Чемпионат Южной Америки              |
| 4                                    | 5 февраля 1956                       | Монтевидео                           | Аргентина                            | 1:0                                  | —                                    | Чемпионат Южной Америки              |
| 5                                    | 10 февраля 1956                      | Монтевидео                           | Уругвай                              | 0:0                                  | —                                    | Чемпионат Южной Америки              |
| 6                                    | 25 марта 1956                        | Белу-Оризонти                        | Атлетико Минейро                     | 1:0                                  | —                                    | Товарищеский матч                    |
| 7                                    | 1 апреля 1956                        | Ресифи                               | Сборная штата Пернамбуку             | 2:0                                  | —                                    | Товарищеский матч                    |
| 8                                    | 8 апреля 1956                        | Лиссабон                             | Португалия                           | 1:0                                  | —                                    | Товарищеский матч                    |
| 9                                    | 15 апреля 1956                       | Вена                                 | Австрия                              | 3:2                                  | —                                    | Товарищеский матч                    |
| 10                                   | 21 апреля 1956                       | Прага                                | Чехословакия                         | 0:0                                  | —                                    | Товарищеский матч                    |
| 11                                   | 1 мая 1956                           | Стамбул                              | Турция                               | 1:0                                  | —                                    | Товарищеский матч                    |
| 12                                   | 9 мая 1956                           | Лондон                               | Англия                               | 2:4                                  | —                                    | Товарищеский матч                    |
| 13                                   | 11 июня 1957                         | Рио-де-Жанейро                       | Португалия                           | 2:1                                  | —                                    | Товарищеский матч                    |
| 14                                   | 7 мая 1958                           | Сан-Паулу                            | Парагвай                             | 0:0                                  | —                                    | Кубок Освалдо Круза                  |
| 15                                   | 18 мая 1958                          | Сан-Паулу                            | Болгария                             | 3:1                                  | —                                    | Товарищеский матч                    |
| 16                                   | 13 мая 1959                          | Рио-де-Жанейро                       | Англия                               | 2:0                                  | —                                    | Товарищеский матч                    |
| 17                                   | 17 сентября 1959                     | Рио-де-Жанейро                       | Чили                                 | 7:0                                  | —                                    | Кубок О’Хиггинса                     |
| 18                                   | 20 сентября 1959                     | Сан-Паулу                            | Чили                                 | 1:0                                  | —                                    | Кубок О’Хиггинса                     |

## Достижения
- Обладатель Кубка Освалдо Круза: 1955, 1958
- Обладатель малого Кубка мира: 1955
- Чемпион штата Сан-Паулу: 1957
- Обладатель Кубка О’Хиггинса: 1959

## Память
- Имя Рибомара де Оливейры упоминается в песне «Futebol» бразильского певца Шику Буарки[7]
- Певец Зека Балейру[порт.], которого также зовут Жозе Рибамар, посвятил игроку песню, назвав её прозвищем игрока, Каньотейро[14]